# Stachytarpheta jamaicensis
Stachytarpheta jamaicensis är en verbenaväxtart som först beskrevs av Carl von Linné, och fick sitt nu gällande namn av Vahl. Stachytarpheta jamaicensis ingår i släktet Stachytarpheta och familjen verbenaväxter. Inga underarter finns listade i Catalogue of Life.